# Wittrédi Dávid
Wittrédi Dávid (Pécs, 1987. június 17. –) magyar labdarúgó, csatár.

## Pályafutása statisztikái
| Klub             | Szezon           | NB I | NB I | NB II | NB II | Magyar kupa | Magyar kupa | Ligakupa | Ligakupa | Szuperkupa | Szuperkupa | Bajnokok Ligája | Bajnokok Ligája | Európa-liga | Európa-liga | Összesen | Összesen |
| Klub             | Szezon           | Mérk | Gól  | Mérk  | Gól   | Mérk        | Gól         | Mérk     | Gól      | Mérk       | Gól        | Mérk            | Gól             | Mérk        | Gól         | Mérk     | Gól      |
| ---------------- | ---------------- | ---- | ---- | ----- | ----- | ----------- | ----------- | -------- | -------- | ---------- | ---------- | --------------- | --------------- | ----------- | ----------- | -------- | -------- |
| Pécsi MFC        | 2006–07          | 05   | 0    | —     | —     | —           | —           | —        | —        | —          | —          | —               | —               | —           | —           | 05       | 0        |
| Pécsi MFC        | 2007–08          | —    | —    | 027   | 01    | 01          | 01          | —        | —        | —          | —          | —               | —               | —           | —           | 028      | 02       |
| Pécsi MFC        | 2008–09          | —    | —    | 020   | 06    | 01          | 0           | 14       | 06       | —          | —          | —               | —               | —           | —           | 035      | 12       |
| Pécsi MFC        | 2009–10          | —    | —    | 012   | 02    | —           | —           | —        | —        | —          | —          | —               | —               | —           | —           | 012      | 02       |
| Pécsi MFC        | 2010–11          | —    | —    | 022   | 03    | 02          | 02          | —        | —        | —          | —          | —               | —               | —           | —           | 024      | 05       |
| Pécsi MFC        | 2011–12          | 03   | 0    | —     | —     | 02          | 0           | 01       | 0        | —          | —          | —               | —               | —           | —           | 06       | 0        |
| Pécsi MFC        | 2012–13          | 29   | 06   | —     | —     | 02          | 0           | 06       | 03       | —          | —          | —               | —               | —           | —           | 037      | 09       |
| Pécsi MFC        | 2013–14          | 23   | 0    | —     | —     | 05          | 0           | 08       | 02       | —          | —          | —               | —               | —           | —           | 036      | 02       |
| Pécsi MFC        | 2014             | 08   | 01   | —     | —     | 04          | 03          | 07       | 02       | —          | —          | —               | —               | —           | —           | 019      | 06       |
| Pécsi MFC        | Összesen         | 68   | 07   | 081   | 12    | 17          | 06          | 36       | 13       | —          | —          | —               | —               | —           | —           | 202      | 38       |
| Kozármisleny SE  | 2011–12          | —    | —    | 016   | 12    | —           | —           | —        | —        | —          | —          | —               | —               | —           | —           | 016      | 12       |
| Kozármisleny SE  | Összesen         | —    | —    | 016   | 12    | —           | —           | —        | —        | —          | —          | —               | —               | —           | —           | 016      | 12       |
| Debreceni VSC    | 2015             | 01   | 0    | 04    | 01    | —           | —           | —        | —        | —          | —          | —               | —               | —           | —           | 05       | 01       |
| Debreceni VSC    | Összesen         | 01   | 0    | 04    | 01    | —           | —           | —        | —        | —          | —          | —               | —               | —           | —           | 05       | 01       |
| Karrier összesen | Karrier összesen | 69   | 07   | 101   | 25    | 17          | 06          | 36       | 13       | —          | —          | —               | —               | —           | —           | 223      | 51       |

Utolsó elszámolt mérkőzés: 2015. április 12.